# La Portilla (Cantabria)
La Portilla es una localidad del municipio de Liendo (Cantabria, España). Tiene una altitud de 50 m s. n. m. En este barrio quedan las ruinas de la antigua ermita de San Jacinto, que se cree que pertenece al siglo XII (el acceso a esta ermita es algo complicado). En el año 2008 la localidad contaba con una población de 60 habitantes (INE).
- Datos: Q5964904
- Multimedia: La Portilla (Cantabria) / Q5964904